# بوصير بلانش
بوصير بلانش (باللاتينية: Verbascum blancheanum) نوع نباتي يتبع جنس البوصير من الفصيلة الغدبية. سمي تكريما للويلا بلانش إنغل.

## الموئل والانتشار
موطنه بلاد الشام.